# 谢尔盖·列夫琴科
谢尔盖·格奥尔基耶维奇·列夫琴科（俄语：Сергей Георгиевич Левченко；1953年11月2日—）俄罗斯政治家、俄罗斯共产党党员，2015年10月起担任伊尔库茨克州州长。此前曾长期担任国家杜马议员，2004年起为俄罗斯联邦共产党中央委员会主席团成员。

## 经历
1976年，他毕业于新西伯利亚土木工程学院。毕业后曾在苏联安装和专门建筑工程部工作。1990年至1991年担任苏共安加尔斯克市委第一书记。苏联解体后，担任安加尔斯克市钢铁建筑公司总经理。1994年至1996年，为伊尔库茨克州立法会议议员。1997年曾参与州长竞选，未当选。2000年至2015年为国家杜马议员。2015年在伊尔库茨克州长竞选中获胜。

## 争议
2018年，列夫琴科曾因射杀冬眠中的棕熊而引发众怒。
2019年6月底至7月，伊尔库茨克州发生洪水。俄罗斯总统普京批评了列夫琴科在救灾期间工作的不及时和不到位。12月，他主动辞去州长职务。
2021年5月，全俄政党“祖国”以及俄罗斯司法部长的公开信的形式批评俄罗斯联邦共产党，称列夫琴科一家一年三分之一的时间在中国大陆度过，属于一种隐形受贿。